# Радович, Вуко
Вуко Радович (серб. Vuko Radović; 1910—1996) — черногорский и югославский живописец. Член Черногорской академии наук и искусств, один из основателей Ассоциации художников Черногории. Один из самых выдающихся художников Черногории XX века.
Учился в художественной школе в Белграде. Участник антифашистского восстание 13 июля 1941 года в Черногории.
Педагог, профессор рисования в г. Никшич и Колашин. Писал, в основном, пейзажи Черногории.
Лауреат нескольких престижных премий, наиболее важные из которых — Премия «13 июля» и премия им. АВНОЮ.